# Central-Apotheke

Central Apotheke, ca. 1935

Die Central Apotheke ist ein ehemaliges Wohn- und Geschäftshaus an der Moerser Straße in Duisburg-Homberg. Seit dem Jahr 2014 steht das Gebäude unter Denkmalschutz und beherbergt heute eine Pension, die gestalterisch an die ehemalige Nutzung der Apotheke anknüpft.

## Geschichte
Das Bauwerk wurde im Jahr 1913 im Auftrag des Apothekers Max Ohly aus Stotel errichtet. Ausführender Architekt war Walter Müller aus Duisburg. In der Gestaltung finden sich Elemente des Jugendstil im Übergang zum Art déco.
Die Apotheke liegt im geografischen Zentrum des 1907 erfolgten Zusammenschlusses der Gemeinden Essenberg, Hochheide und Alt-Homberg zur Stadt Homberg. Die Bezeichnung „Central Apotheke“ verweist auf die geplante Erweiterung und Öffnung des Alt-Homberger Stadtkerns in Richtung Hochheide.
Durch den Güterverkehr der benachbarten Rheinpreußen-Kohlenschächte auf der Moerser Straße wurde die Schützenstraße als kreuzende Entlastungsstraße vor Kopf der Apotheke geplant. Diese Planungen wurden durch den Ersten Weltkrieg unterbrochen und nicht wieder aufgenommen.
Durch die Lage an der geplanten Kreuzung Moerser Straße / Schützenstraße wurde das Gebäude mit Eckbetonung und gleichwertiger Gestaltung an beiden Straßenflanken konzipiert.

## Nutzung
Das Erdgeschoss wurde als Apotheke genutzt, während 1. und 2. Obergeschoss ursprünglich die Wohnung der Apothekerfamilie beherbergten. Der Keller wurde als Medizinalienkeller und für Dienstbotenräume genutzt.